# 南洋蕗蕨
南洋蕗蕨（学名：Hymenophyllum productum）为膜蕨科膜蕨屬下的一个种。

## 扩展阅读
- 維基物種上的相關：南洋蕗蕨